# 関宮町
関宮町（せきのみやちょう）は、かつて兵庫県の中北部に存在した町である。養父郡に属した。
2004年（平成16年）4月1日、養父郡4町の合併により養父市になったことで消滅した。

## 地理
円山川の支流、八木川の中上流域。豪雪地帯として知られ、なかでも町西部の鉢伏高原は近畿地方有数のスキー場地帯となっている。
- 山: 氷ノ山(1510m,兵庫県最高峰)、鉢伏山 (1221m)、妙見山 (1139m)

## 歴史
- 1956年（昭和31年）8月1日 - 美方郡熊次村・養父郡関宮村が新設合併して発足。
- 2004年（平成16年）4月1日 - 養父郡八鹿町・養父町・大屋町と新設合併して養父市が発足。同日関宮町廃止。

## 合併後の旧町域地名
合併後、「関宮町」という名称は使われなくなった。
- 例：養父郡関宮町関宮 → 養父市関宮
- 例：養父郡関宮町三宅 → 養父市三宅

## 交通

### 鉄道路線
町内を走る鉄道路線はない。

### 道路
- 国道9号
- 兵庫県道87号関宮美方線
- 兵庫県道269号福岡関宮線

## レジャー・観光
- ハチ高原スキー場
- 氷ノ山国際スキー場
- ハイパーボウル東鉢スキー場